# Paraphlepsius nebulosus
Paraphlepsius nebulosus är en insektsart som beskrevs av Van Duzee 1892. Paraphlepsius nebulosus ingår i släktet Paraphlepsius och familjen dvärgstritar. Inga underarter finns listade i Catalogue of Life.